# Scheiblehnkogel
Le Scheiblehnkogel, ou Dosso del Bersaglio en italien, est une montagne qui s’élève à 3 055 ou 3 064 m d’altitude dans les Alpes de Stubai, à la frontière entre l'Autriche et l'Italie.